# Fandom (sitio web)
Fandom (antiguamente denominado Wikia y Wikicities) es un servicio de alojamiento gratuito de páginas web basadas en la tecnología wiki, bajo la filosofía de la cooperación. Utiliza el software MediaWiki y mantiene una colección de varios cientos miles de sitios, entre ellos el propio Wikia.com, que han pasado a denominarse Fandom powered by Wikia desde septiembre de 2016 para finalmente utilizar únicamente Fandom. Su operadora, Fandom, Inc. (antiguamente Wikia, Inc) es una compañía de Delaware fundada a finales de 2004 por Jimmy Wales y Angela Beesley Starling —miembros de la Fundación Wikimedia— y dirigida por Craig Palmer. Fandom también tiene un servicio editorial que ofrece noticias sobre videojuegos y cultura pop.
En febrero de 2015, los países desde donde más se visitaba Fandom eran Estados Unidos, Reino Unido, India, Canadá y Alemania (en ese orden) según el ranking de Alexa.

## Historia
Fandom fue lanzada el 18 de octubre de 2004, bajo el nombre "Wikicities" (parecido a GeoCities), pero cambió su nombre a "Wikia" el 27 de marzo de 2006. Un mes antes del cambio de nombre, Wikia anunció que 4 millones de dólares que habían sido invertidos por Bessemer Venture Partners eran capital en riesgo. Nueve meses más tarde, Amazon.com invirtió 10 millones de dólares en Wikia.
En julio de 2007, Wikia informó que contaba con 3000 wikis en más de 50 idiomas.  Con el tiempo Wikia incorporó wikis antes independientes a Wikia, como LyricWiki, The Vault, Inciclopedia y WarcraftWiki. El material en Wikia es descrito como informal y a menudo limítrofe en el entretenimiento, permite la importación de mapas, vídeos y otros materiales sin importar derechos de autor.
En 2010, se crearon comunidades en 188 idiomas diferentes. En octubre de 2011, Wikia anunció que Craig Palmer, anterior CEO de Gracenote, reemplazaría a Penchina como director general. El 8 de febrero de 2012, la cofundadora de Wikia, Beesley Starling, anunció que salía de Wikia para lanzar una startup llamada ChalkDrop.com.
A finales de noviembre de 2012, se anunció que Wikia recibió otros 10,8 millones de dólares para su financiación. El dinero fue invertido por Venture Partners e inversores anteriores como Bessemer Ventures Partners y Amazon.com, y fue seguido de otra  financiación de 15 millones de dólares en agosto de 2014 en la que también participó Digital Garage. Hasta este punto, el total invertido en Wikia era de 39,8 millones de dólares. El 4 de marzo de 2015, Wikia anunció que Walker Jacobs, que había sido vicepresidente ejecutivo de Turner Broadcasting System, sería el nuevo director de operaciones.
El 25 de enero de 2016, Wikia lanzó un nuevo sitio de noticias de entretenimiento llamado Fandom, y el 4 de octubre de ese mismo año, Wikia como página web aglutinadora de contenido se pasó a llamar Fandom powered by Wikia. La empresa matriz Wikia, Inc. permaneció con su nombre actual hasta 2019, y la página de inicio de Wikia se trasladó a wikia.com/fandom y luego a fandom.com.
En diciembre de 2016, Wikia nombró a Dorth Raphaely, exgerente general de Bleacher Report, como directora de contenido.
El 18 de mayo de 2017, Fandom actualizó su marca con un logotipo renovado, letras en mayúsculas y un diseño plano en lugar de los degradados verde-azul anteriores.
En febrero de 2018, el ex director ejecutivo de AOL Jon Miller, respaldado por la firma de capital privado TPG Capital, adquirió Fandom. Miller fue nombrado copresidente de Wikia, Inc., junto con Jimmy Wales, y el director de TPG Capital, Andrew Doyle, asumió el cargo de director ejecutivo interino.
En julio de 2018, Fandom compró Screen Junkies de Defy Media, y en diciembre de ese año, habían adquirido Curse LLC para los activos de Curse Media, como servicios wiki Gamepedia y sitios web que forman parte de Curse Network, como D&D Beyond, Futhead, Muthead y StrawPoll.me.
En febrero de 2019, el exdirector general de StubHub, Perkins Miller, asumió el cargo de director ejecutivo, y Wikia cambió por completo su nombre de dominio a fandom.com. Se probaron varios wikis con el nuevo dominio durante 2018, y algunos wikis que se centraron en "temas más serios" cambiaron sus dominios a wikia.org.
En junio de 2019, Fandom comenzó un esfuerzo por reescribir su plataforma central, que se escribió sobre la base de MediaWiki versión 1.19, para basarla en una versión más nueva del software.
El 11 de marzo de 2020, Fandom anuncia que los wikis creados luego de aquel fecha, formarían parte de un nuevo software de MediaWiki, llamado Plataforma Comunitaria Unificada (abreviada UCP por sus siglas en inglés). El 26 de mayo de 2020, se anuncia que se comenzarían a migrar los primeros wikis antiguos seleccionados, al nuevo software de la Plataforma Comunitaria Unificada.
El 4 de noviembre de 2020, Fandom anunció que planeaba migrar todas las wikis de Gamepedia a un dominio .fandom.com.
En febrero de 2021, Fandom adquirió Focus Multimedia, el minorista detrás de Fanatical, una plataforma de comercio electrónico que vende juegos digitales, libros electrónicos y otros productos relacionados con los juegos.
A fines de marzo de 2021, Fandom actualizó su política de términos de uso para prohibir el deadnaming de personas transgénero en sus sitios web. Esta política fue en respuesta a un referéndum en la wiki de Star Wars Wookieepedia para prohibir el deadnaming, lo que desencadenó un debate en torno a un artículo sobre el artista no binario Robin Pronovost. En respuesta a la controversia de los nombres muertos, Fandom también introdujo nuevas pautas LGBT en sus sitios web a finales de junio de 2021, que incluyen enlaces a recursos de apoyo trans y queer inclusivos.
En junio de 2021, Fandom comenzó a implementar "FandomDesktop", un tema rediseñado para dispositivos de escritorio. con planes de retirar sus máscaras heredadas "Oasis" e "Hydra" una vez que se complete el lanzamiento. Dos meses después, el 3 de agosto, Fandom lanzó una nueva apariencia, nuevos colores, un nuevo logotipo e introdujo un nuevo eslogan, "For the love of fans."
A finales de noviembre o a principios de diciembre de 2021, todas las wikis restantes bajo el dominio wikia.org migraron al dominio fandom.com.
El 13 de abril de 2022, Hasbro anunció que adquiriría D&D Beyond de Fandom.
Fandom cerró StrawPoll.me en agosto de 2022.
El 3 de octubre de 2022, Fandom adquirió GameSpot, Metacritic, TV Guide, GameFAQs, Giant Bomb, Cord Cutters News y Comic Vine de Red Ventures.

## Características y servicios

### OpenServing
OpenServing era un proyecto editorial propiedad de Wikia, creado el 12 de diciembre de 2006, y abandonado, sin previo aviso, en enero de 2008. OpenServing le daba el control total de la wiki al fundador de la wiki. OpenServing utilizaba una versión modificada del software de MediaWiki de Fundación Wikimedia creado por ArmchairGM, y pretendía expandirse a otros paquetes de código abierto.
Según el cofundador de Wikia y presidente Jimmy Wales, el proyecto OpenServing fue más utilizado en enero de 2007.

### ArmchairGM
ArmchairGM fue un sitio web de deportes y un foro creado por Aaron Wright, Dan Lewis y Robert Lefkowitz, y desarrollado por David Pean. Lanzado a principios de 2006, el sitio inicialmente solo contaba con información de deportes de Estados Unidos, pero también trató de crear artículos de deportes asociados con Gran Bretaña durante su primer año. Su software basado en MediaWiki incluye un mecanismo de votación de artículos estilo Digg Blog, donde los usuarios podían comentar, y la capacidad para escribir diferentes tipos de mensajes (noticias, opiniones, discusiones y blogs).
A finales de 2006, el sitio fue comprado por Wikia por 2 millones de dólares. Después de la compra, los dueños anteriores aplicaron el estilo de ArmchairGM a otros sitios de Wikia.

### Motores de búsqueda
Fandom, Inc. inicialmente propuso crear un motor de búsqueda de copyleft; el software (pero no el sitio) fue nombrado "Wikiasari" en noviembre de 2004. La propuesta llegó a ser inactiva en 2005. El motor de búsqueda de Fandom se lanzó el 7 de enero de 2008, desde el centro de datos subterráneo USSHC. Esta versión roll-out de la interfaz de búsqueda fue denostada rotundamente, en medios de noticias tecnológicas. El proyecto se terminó en marzo de 2009. Se estableció más tarde, en el mismo año, un nuevo motor de búsqueda para indexar y mostrar los resultados de todos los sitios alojados en Wikia.[cita requerida]